# 我和條子的700天戰爭
《我和條子的700天戰爭》（日語：ぼくたちと駐在さんの700日戦争）是日本一部網誌小說，從2006年3月開始連載，7月在FC2博客公開。作者是「くろわっ」=主角菜籃車。作品中的插圖，音樂都由作者原創。英語版在美國的「世界·首位·博客」獲得幽默部門第1位。
真人電影版從2007年7月中旬開始在櫪木縣那須烏山市拍攝，2008年4月5日日本全國公映，2009年1月16日在台灣上映。　

## 概要
這是描寫在70年代的鄉下城市山形縣，7人高中生惡作劇小組和警官之間戰爭的青春喜劇小說。從開始連載不到1年間超越500萬HIT，至今持續更新著，成為全700回15章的大型作品。2007年4月被出版成書，受到讀者很高的評價。
網誌以喜劇為主體，巧妙地融合了人情話，社會問題，動作，推理，戀愛等各種各樣要素的故事，深受各年齡層的喜愛，成為從小學生到70歲的人每日都留下評語的超人氣部落格。
作為每天更新的作品，故事也根據前一天的評語不斷變化。在第10章『給神的挑戰書』的故事裡讓一個患白血病的讀者的孩子持續登場，鼓勵這個孩子，最終這個孩子的病治癒了的事，更加成為話題。
2008年4月5日，以第5章『焰火盜賊』為基礎製作的電影上映，由于無視原作的世界觀的構成，招來一部分讀者低的評價。 不過，電影總體評價高，以主演市原隼人的愛好者為中心，進行了製作續集的簽名運動。

## 電影

### 故事簡介
1979年，在一個平靜的鄉下小鎮，生活著7個最愛惡作劇的高中生。以惡作劇天才菜籃車為首，很會打架的好色的西條、偏差值等於0?的孝昭、成績優秀長相性格都很好的井上、大胃王千葉、適合扮女生的學弟傑米和留級大王辻村，每天過著惡作劇的高中生活。
可是這種逍遙自在的生活，由于某個男人的出現而被打亂了。這個男人，就是新上任的駐警。不僅屢屢跟我們作對，更令人不爽的是他的妻子是大美女加奈子小姐！于是雙方開始了700天大戰…

### 主要演員
- 菜籃車Mamachari：市原隼人
- 駐警先生：佐佐木藏之介
- 西條：石田卓也
- 孝昭：加治將樹
- 偉大井上：賀来賢人
- 傑米：富浦智嗣
- 千葉：脇知弘
- 辻村：小柳友
- 加奈子：麻生久美子
- 美奈子：豊田惠理
- 夕子：水澤奈子
- 前原美加：成嶋琴里
- 和美：倉科加奈
- 民子：石野真子
- 寺島老師：森崎博之
- 白井恭子老師：坂井真紀
- 孝昭的爸爸：Guts石松
- 孝昭的姊姊：安藤玉惠
- 綠屋的阿姨：片桐這里
- 電器商電的老爹：酒井敏也
- 煙火工人：掟保時捷
- 師傅：竹中直人
- 「理髮店吉田」的老奶奶：根岸季衣
- 美加的媽媽：宮田早苗
- 護士·川崎小姐：宮地雅子
- 老奶奶：森康子

### 主題歌
- FUNKY MONKEY BABYS「旅立ち」

## 外部連結
- 電影官方網站（日語）
- 原作者網誌 （页面存档备份，存于）（日語）